# Lynk & Co 900
Lynk & Co 900 — гібридний повнорозмірний позашляховик класу люкс, який Lynk & Co продає з 2025 року. Це найбільший автомобіль бренду.

## Опис

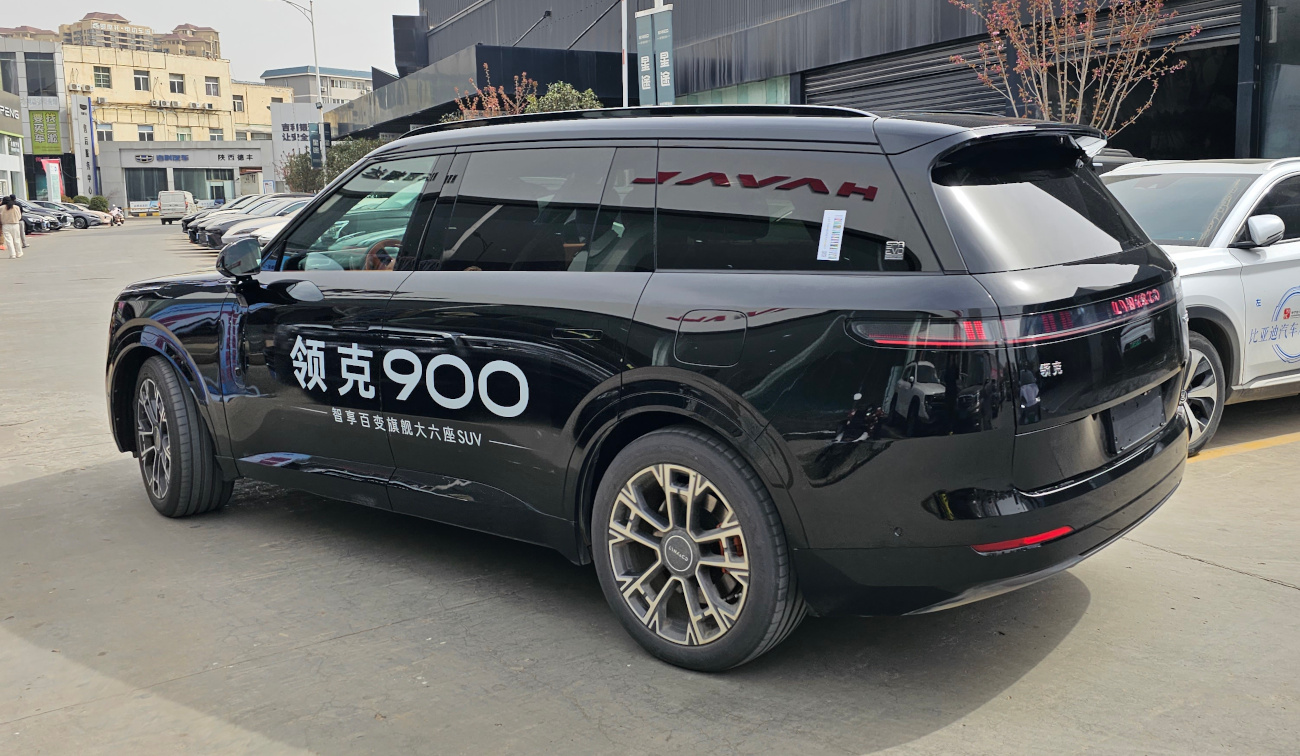

Lynk & Co 900 був представлений 3 січня 2025 року. Створений на основі архітектури SPA Evo, оновленої версії платформи Volvo Scalable Product Architecture, автомобіль позиціонується як шестимісний флагманський SUV. У ньому представлена мова дизайну бренду «міська протилежна естетика».
Дизайн передньої частини об’єднує групу фар і решітку в паралельних лініях, зберігаючи мову дизайну Lynk & Co. Його система освітлення використовує 10 192 світлодіодних лампи з настроюваними світловими сценами, які дозволяють використовувати режими привітання, водіння та паркування, а також додаткові функції, такі як настроювані повідомлення та анімація. Позашляховик має коротший передній звис на 20 градусів для кращого кута під’їзду на бездоріжжі.
В інтер’єрі Lynk & Co 900 оснащений 30-дюймовим екраном 6K перед переднім пасажирським сидінням, який підтримує функцію розділеного екрана. Інші функції включають 12,66-дюймову цифрову панель приладів, 30-дюймовий задній розважальний екран і подвійний чіп Qualcomm Snapdragon 8295 для розширеної функціональності системи допомоги водієві . Він також оснащений навколишнім освітленням, яке забезпечує 256 градієнтних ефектів RGB, які синхронізуються з музичними ритмами.
Матеріали інтер’єру – це комбінація металевих перламутрових тканин, замші та шкіри Nappa з такими деталями, як напівпрозорі вакуумні накладки, що створюють кришталеву текстуру. Оптимізація простору дозволяє створити салон площею 6,16 м 2 із регульованими сидіннями для всіх рядів, а багажник пропонує до 300 л простору з використанням третього ряду.

## Двигун
- 1.5 L JLM-4G15TD I4 turbo + електромотор
- 2.0 L JLH-4G20TDC I4 turbo + електромотор